# Mats Eriksson (dragracingförare)
Mats Eriksson, född 1958 i Mockfjärd, Dalarna, är en svensk dragracingförare. Han är europeisk, svensk och nordisk mästare i dragracing i klassen Pro Modified. Han var också förste europé att köra en kvarts engelsk mil (402,33 m) under sex sekunder. Han var mottagare av Motorprinsens medalj 2010.